# Panamerikanische Spiele 2011/Leichtathletik – Hochsprung der Frauen
Der Hochsprung der Frauen bei den Panamerikanischen Spielen 2011 fand am 26. Oktober im Telmex Athletics Stadium in Guadalajara statt.
Zehn Athletinnen aus neun Ländern nahmen an dem Wettbewerb teil. Die Goldmedaille gewann Lesyani Mayor mit 1,89 m, Silber ging an Romary Rifka mit 1,89 m und die Bronzemedaille sicherte sich Deirdre Mullen mit 1,84 m.

## Rekorde
Vor dem Wettbewerb galten folgende Rekorde:
| Weltrekord        | Stefka Kostadinowa | 2,09 m | Weltmeisterschaften in Rom, Italien          | 30. August 1987 |
| Rekord der Spiele | Coleen Sommer      | 1,96 m | Panamerikanische Spiele in Indianapolis, USA | 13. August 1987 |

## Ergebnis
26. Oktober 2011, 16:00 Uhr
| Platz | Athletin             | Land               | 1,60 | 1,65 | 1,70 | 1,75 | 1,78 | 1,81 | 1,84 | 1,87 | 1,89 | 1,91 | 1,89 | Höhe (m) |
| ----- | -------------------- | ------------------ | ---- | ---- | ---- | ---- | ---- | ---- | ---- | ---- | ---- | ---- | ---- | -------- |
|       | Lesyani Mayor        | Kuba               | –    | –    | –    | o    | –    | o    | o    | o    | o    | xxx  | o    | 1,89 SB  |
|       | Romary Rifka         | Mexiko             | –    | –    | o    | o    | o    | o    | xxo  | xo   | o    | xxx  |      | 1,89     |
|       | Deirdre Mullen       | Vereinigte Staaten | –    | –    | –    | –    | –    | o    | o    | xxx  |      |      |      | 1,84     |
| 4     | Valdiléia Martins    | Brasilien          | –    | –    | –    | o    | o    | o    | xxo  | xxx  |      |      |      | 1,84     |
| 5     | Fabiola Ayala        | Mexiko             | –    | –    | o    | o    | o    | xo   | xxo  | xxx  |      |      |      | 1,84     |
| 6     | Levern Spencer       | St. Lucia          | –    | –    | –    | –    | –    | o    | x–   | –    | –    | xx   |      | 1,81     |
| 7     | Kimberley Williamson | Jamaika            | –    | o    | o    | xo   | xo   | xxx  |      |      |      |      |      | 1,78     |
| 8     | Gabriela Saravia     | Peru               | o    | o    | xxx  |      |      |      |      |      |      |      |      | 1,65     |
| 9     | Jorgelina Rodriguez  | Argentinien        | xo   | xxo  | xxx  |      |      |      |      |      |      |      |      | 1,65     |
| DOP   | Marielys Rojas       | Venezuela          | –    | o    | o    | o    | o    | o    | o    | o    | o    | xxx  | x    | 1,89 SB  |

Zeichenerklärung:
– = Höhe ausgelassen, x = Fehlversuch, o = Höhe übersprungen